# Close to You
《Close to You》는 1970년 8월 19일에 발매된 미국의 혼성 듀오 카펜터스의 두 번째 스튜디오 음반이다. 2003년, 이 음반은 《롤링 스톤》이 선정한 역사상 가장 위대한 음반 500장 목록에서 175위에 올랐고, 2012년 개정된 목록에서 순위를 유지했다. 이 음반에는 히트 싱글인 〈(They Long to Be) Close to You〉와 〈We've Only Just Begun〉이 포함되어 있다. 전자는 10년 동안 카펜터스의 국제적인 명성을 얻은 듀오의 노래였다. 이 음반은 캐나다 음반 차트에서 1위를 차지했고 미국 빌보드 200 차트에서 2위를 차지했다. 이 곡은 영국에서도 성공을 거두어 1970년대 전반기 동안 76주 동안 공식 차트 50위 안에 들었다.
이 음반과 싱글로 카펜터스는 올해의 앨범, 올해의 노래, 올해의 레코드 등 8개의 그래미 어워드 후보에 올랐다. 이 곡은 싱글곡 〈(They Long to Be) Close to You〉로 듀오, 그룹, 코러스 부문 최우수 신인상과 컨템포러리 보컬상을 수상했다.

## 배경
드러머 할 블레인은 카펜터의 부모가 《Close to You》 음반의 녹음 스튜디오에 있었다면서 "그들이 보금자리를 지배하고 있다는 것을 바로 알 수 있었다"고 전했다. 블레인에 따르면, 카렌의 어머니는 카렌의 노래 스타일을 지시했고 그녀가 모든 곡에서 드러머로 연주하지 않은 것에 대해 거부감을 표시했다. 블레인은 카렌이 유능한 드러머였지만 라이브 공연을 위해 큰 소리로 연주하는 것에 익숙해져 있어 전문 스튜디오에서 녹음하는 다양한 요구 사항을 잘 알지 못했다고 반박했다.
〈(They Long to Be) Close to You〉는 카펜터스가 커버한 첫 번째 버트 배커랙과 핼 데이비드 작곡이었다. 이 노래는 60년대에 여러 번 녹음되었지만 카펜터스 버전까지는 전혀 성공하지 못했다. 이 곡은 리처드 카펜터와 카렌 카펜터의 첫 미국 음반 산업 협회 인증 골드 싱글이자 톱 10에 오른 첫 빌보드 핫 100 싱글이 되었다. 그것은 4주 동안 1위를 유지했고, 카펜터스의 상징적인 노래가 되었다. 리처드는 그 노래를 카렌에게 바쳤다.
〈We've Only Just Begun〉은 폴 윌리엄스와 로저 니콜스가 작곡한 크로커 시민 은행의 광고로 1970년에 시작되었다. 그 광고는 한 커플이 결혼을 하고 그들의 삶을 함께 시작하는 것을 보여주었다. 1970년 8월, 그것은 카펜터스의 두 번째 미국 음반 산업 협회 인증 골드 싱글이 되었다. 리처드는 이 곡을 그 듀오의 대표곡으로 여긴다.

## 반응
| 전문가 평가                   | 전문가 평가 |
| 평가 점수                     | 평가 점수   |
| 출처                          | 점수        |
| ----------------------------- | ----------- |
| AllMusic                      | [ 6 ]       |
| The Rolling Stone Album Guide | [ 7 ]       |

《Close to You》는 1970년 제13회 그래미 어워드에서 올해의 레코드상 및 올해의 앨범상 후보에 올랐다. 〈(They Long to Be) Close to You〉는 같은 해 카펜터스에서 그래미 어워드 신인상과 또 다른 그래미 어워드 최우수 현대 보컬 퍼포먼스상을 수상했다. 올뮤직의 회고적 리뷰는 《Close to You》를 "놀랍도록 강한 음반"으로 간주했으며, 특히 리처드 카펜터의 오리지널 곡 〈Maybe it's You〉, 〈Crescent Noon〉 및 〈Mr. Guder〉를 카렌 카펜터의 보컬 작품과 리처드의 재능의 최고 수준이라고 평했다. 그들은 또한 이 음반에 대한 현대의 비판을 비웃으며, 부정적인 반응이 큰 정치적 혼란의 시기에 성공적인 팝 음반이라는 것에서 비롯되었다고 암시했다.

## 곡 목록
| #  | 제목                               | 작사·작곡                | 재생 시간 |
| -- | ---------------------------------- | ------------------------ | --------- |
| 1. | 〈We've Only Just Begun〉          | 로저 니콜스, 폴 윌리엄스 | 3:04      |
| 2. | 〈Love Is Surrender〉              | 랄프 카마이클            | 1:59      |
| 3. | 〈Maybe It's You〉                 | 존 베티스, 리처드 카펜터 | 3:09      |
| 4. | 〈Reason to Believe〉              | 팀 하딘                  | 3:02      |
| 5. | 〈Help〉                           | 레논-매카트니            | 3:02      |
| 6. | 〈(They Long to Be) Close to You〉 | 버트 배커랙, 핼 데이비드 | 4:34      |

| #   | 제목                              | 작사·작곡                      | 재생 시간 |
| --- | --------------------------------- | ------------------------------ | --------- |
| 7.  | 〈Baby It's You〉                 | 배커랙, 맥 데이비드, 루터 딕슨 | 2:50      |
| 8.  | 〈I'll Never Fall in Love Again〉 | 배커랙, H. 데이비드            | 2:56      |
| 9.  | 〈Crescent Noon〉                 | 베티스, 카펜터                 | 4:09      |
| 10. | 〈Mr. Guder〉                     | 베티스, 카펜터                 | 3:17      |
| 11. | 〈I Kept On Loving You〉          | 니콜스, 윌리엄스               | 2:13      |
| 12. | 〈Another Song〉                  | 베티스, 카펜터                 | 4:22      |

## 인증
| 국가                       | 인증        | 판매량/출하량 |
| -------------------------- | ----------- | ------------- |
| 오스트레일리아 (ARIA)      | 골드        | 35,000^       |
| 미국 (RIAA)                | 2× 플래티넘 | 2,000,000^    |
| ^출하량을 기반으로 한 인증 |             |               |